# Grum
Grum (произ. [ˈɡrəm]; настоящее имя Грэм Ше́перд, англ. Graeme Shepherd; род. 2 мая 1986, Глазго) — шотландский музыкант, ди-джей.

## Карьера
В 2010 году вышел дебютный альбом Grum, «Heartbeats». Эту «уверенную» грампластинку критики сравнивали с альбомами «Discovery» дуэта Daft Punk и Destroy Rock & Roll ди-джея Mylo. Альбом занял 1-е место в Американских Хит-парадах электронной музыки iTunes, а в конце 2010 года Британский iTunes номинировал Grum на звание «Лучший исполнитель электронной музыки года». Песня «Turn It Up» была номинирована iTunes синглом года. В 2010 году сингл Grum «Heartbeats» был использован в видеоигре Saints Row: The Third.
Первые три музыкальных видеоклипа Grum, «Heartbeats», «Can't Shake This Feeling» и «Through The Night», были сняты в Лос-Анджелесе режиссёрским коллективом The General Assembly.
В конце 2012 года Grum играл на главной сцене фестиваля Creamfields совместно с диджеем Tiësto. Также Grum выступал на фестивале Ultra совместно с Fatboy Slim и Above & Beyond и на Electric Daisy Carnival.
В 2013 году Grum отметил своё возвращение дебютным синглом из анонсированного на 2014 год второго студийного альбома «Human Touch» — «Everytime», выпущенным 13 мая 2013 года. 

## Дискография

### Альбомы
| №                   | Название                                   | Длительность |
| ------------------- | ------------------------------------------ | ------------ |
| 1.                  | «Through The Night»                        | 4:23         |
| 2.                  | «Can’t Shake This Feeling» (Album Version) | 3:59         |
| 3.                  | «Runaway» (Album Version)                  | 3:48         |
| 4.                  | «Fashion»                                  | 4:42         |
| 5.                  | «Power»                                    | 3:00         |
| 6.                  | «Cybernetic»                               | 4:16         |
| 7.                  | «Heartbeats» (Album Version)               | 3:11         |
| 8.                  | «Turn It Up»                               | 4:48         |
| 9.                  | «Want U»                                   | 3:37         |
| 10.                 | «The Really Long One»                      | 5:58         |
| 11.                 | «LA Lights»                                | 4:17         |
| 12.                 | «Someday We'll Be Together»                | 4:45         |
| Общая длительность: | Общая длительность:                        | 50:30        |

Deep State (Anjunabeats, 2019)
Human Touch (Deep State Recordings, 2021)
Unreality (Anjunabeats, 2022)

### Синглы
- «Runaway» (2009)
- «Sound Reaction» (2009)
- «Heartbeats» (2009)
- «Can’t Shake This Feeling» (2010)
- «Power» (2010)
- «Through the Night» (2010)
- «Everytime» (2013)
- «The Theme» (2013)
- «In Love» (2014)
- «Tears» (2014)
- «Raindrop» (2014)
- «Sunday Blue Sky» (2015)
- «Something About You / First Contact» (2015)
- «Trine» (2015)
- «SOS» (с Ilan Bluestone)(2016)
- «Under Your Skin» (feat. Rothchild)(2016)
- «Drifting Away» (2016)
- «Shining» (2017)
- «Shout» (2017)
- «Price Of Love» (2017)
- «The Love You Feel» (с Josep)(2017)
- «Never Have To Be Alone» (2018)
- «Stay» (2018)
- «Spirit» (с Fehrplay)(2018)
- «Hourglass / Mirage» (2018)
- «Tomorrow» (2019)
- «Running» (feat. Jinadu)(2019)
- «Reactor Remix EP» (2020)
- «Afterglow» (2020)
- «The Light» (c Genix)(2020)
- «Reconnection EP» (2021)
- «Isolation EP» (2021)
- «Sparkles» (2021)
- «Shout» (c Tigerblind)(2022)
- «Disconnected» (feat. Sealine)(2022)
- «All In My Head» (feat. Waves_On_Waves, Pastel Arcadé)(2022)
- «Virtual Companion» (feat. Able Joseph)(2022)
- «Don't Look Down» (feat. Natalie Shay)(2022)
- «Come Alive / Pattern Recognition» (feat. Sarah Appel)(2022)
- «Never Have To Be Alone» (+ Waves_On_Waves, Crimewave)(2022)
- «Seventeen» (+ Waves_On_Waves, Sonic Shades Of Blue)(2022)
- «Step Outside» (+ Waves_On_Waves, Castles Made Of Sky)(2022)
- «No Hero» (feat. Waves_On_Waves, Castles Made Of Sky)(2023)

### Ремиксы
- Shift K3Y — «Touch»
- Sigma — «Nobody to Love»
- Lady Gaga — «Bad Romance»
- Lady Gaga — «Born This Way»
- Goldfrapp — «Rocket»
- Passion Pit — «Sleepyhead»
- The Wombats — «Tokyo (Vampires & Wolves)»
- Everything Everything — «My Kz, Ur Bf»
- Friendly Fires — «Skeleton Boy»
- Fenech-Soler — «Lies»
- Groove Armada — «History»
- Martin Garrix — «Animals»
- Marina and the Diamonds — «Oh No!»
- Pet Shop Boys — «West End Girls»
- Nirvana — «Heart-Shaped Box»
- David Bowie — «Fashion»
- Aston Shuffle — «Your Love»
- Human Life — «Wherever We Are»
- Gamble and Burke — «Let’s Go Together»
- Pearl and the Puppets — «Make Me Smile»
- Night Bus — «I Wanna Be You»
- TV Rock — «In the Air»
- Chelley — «Took the Night»
- Priors — «What You Need»
- Passion Pit — «To Kingdom Come»
- Tommy Sparks — «Miracle»
- Tim Healey — «Out of Control» feat. TC
- Magistrates — «Gold Lover»
- Keenhouse — «Ai-res»
- Jump Jump Dance Dance — «Show Me the Night»
- Moulinex — «Breakchops»
- Jake Island — «What If You Wanted More»
- Together — «Hardcore Uproar»
- Freeland — «Borderline»
- Rafale — «Drive»
- Anoraak — «Nightdrive With You»
- Tronik Youth — «Laugh Cry Live Die»
- Love Motel — «Cosmic Love»
- Armand Van Helden — «U Don’t Know Me»
- Revolte — «Ironical Sexism»
- The Good Natured — «Skeleton»
- Urchins — «Xylophobe»
- Grum —  Heartbeats «DJ Stanza»